# Tadzjikistan op de Olympische Zomerspelen 2020
Tadzjikistan nam deel aan de Olympische Zomerspelen 2020 in Tokio, Japan.

## Atleten
| sport    | mannen | vrouwen | totaal |
| -------- | ------ | ------- | ------ |
| Atletiek | 1      | 0       | 1      |
| Boksen   | 3      | 0       | 3      |
| Judo     | 4      | 0       | 4      |
| Zwemmen  | 1      | 1       | 2      |
| totaal   | 9      | 1       | 10     |

## Deelnemers en resultaten

### Atletiek
Mannen
Loopnummers
| atleet          | onderdeel | series   | series | kwartfinale    | kwartfinale    | halve finale   | halve finale   | finale         | finale         |
| atleet          | onderdeel | tijd     | rang   | tijd           | rang           | tijd           | rang           | tijd           | rang           |
| --------------- | --------- | -------- | ------ | -------------- | -------------- | -------------- | -------------- | -------------- | -------------- |
| Ildar Akhmadiev | 100 m     | 10,66 PB | 4      | niet geplaatst | niet geplaatst | niet geplaatst | niet geplaatst | niet geplaatst | niet geplaatst |

### Boksen
Mannen
| atleet               | onderdeel         | eerste ronde          | tweede ronde         | kwartfinale          | halve finale         | finale               | finale         |
| atleet               | onderdeel         | tegenstander uitslag  | tegenstander uitslag | tegenstander uitslag | tegenstander uitslag | tegenstander uitslag | rang           |
| -------------------- | ----------------- | --------------------- | -------------------- | -------------------- | -------------------- | -------------------- | -------------- |
| Bakhodur Usmonov     | lichtgewicht      | de los Santos W 4 - 1 | Abduraimov V 0 - 5   | niet geplaatst       | niet geplaatst       | niet geplaatst       | niet geplaatst |
| Shabbos Negmatulloev | halfzwaargewicht  | Chen D V 0 - 4        | niet geplaatst       | niet geplaatst       | niet geplaatst       | niet geplaatst       | niet geplaatst |
| Siyovush Zukhurov    | superzwaargewicht | bye                   | Aliev V 0 - 5        | niet geplaatst       | niet geplaatst       | niet geplaatst       | niet geplaatst |

### Judo
Mannen
| atleet                  | onderdeel | eerste ronde         | tweede ronde          | derde ronde          | kwartfinale          | halve finale         | herkansing           | finale / BM          | finale / BM    |
| atleet                  | onderdeel | tegenstander uitslag | tegenstander uitslag  | tegenstander uitslag | tegenstander uitslag | tegenstander uitslag | tegenstander uitslag | tegenstander uitslag | rang           |
| ----------------------- | --------- | -------------------- | --------------------- | -------------------- | -------------------- | -------------------- | -------------------- | -------------------- | -------------- |
| Somon Makhmadbekov      | −73 kg    | Alikaj W 10-00       | Njie W 10–00          | Orujov V 00–01       | niet geplaatst       | niet geplaatst       | niet geplaatst       | niet geplaatst       | niet geplaatst |
| Akmal Murodov           | −81 kg    | Andrew W 10-00       | Grigalashvili V 00-11 | niet geplaatst       | niet geplaatst       | niet geplaatst       | niet geplaatst       | niet geplaatst       | niet geplaatst |
| Komronshokh Ustopiriyon | −90 kg    | bye                  | Axel Clerget V 00-10  | niet geplaatst       | niet geplaatst       | niet geplaatst       | niet geplaatst       | niet geplaatst       | niet geplaatst |
| Temur Rakhimov          | +100 kg   | n.v.t.               | Granda W 01-00        | Tushishvili V 00-10  | niet geplaatst       | niet geplaatst       | niet geplaatst       | niet geplaatst       | niet geplaatst |

### Zwemmen
Mannen
| atleet          | onderdeel       | series | series | halve finale   | halve finale   | finale         | finale         |
| atleet          | onderdeel       | tijd   | rang   | tijd           | rang           | tijd           | rang           |
| --------------- | --------------- | ------ | ------ | -------------- | -------------- | -------------- | -------------- |
| Olimjon Ishanov | 50 m vrije slag | 26,12  | 60     | niet geplaatst | niet geplaatst | niet geplaatst | niet geplaatst |

Vrouwen
| atlete             | onderdeel       | series | series | halve finale   | halve finale   | finale         | finale         |
| atlete             | onderdeel       | tijd   | rang   | tijd           | rang           | tijd           | rang           |
| ------------------ | --------------- | ------ | ------ | -------------- | -------------- | -------------- | -------------- |
| Anastasiya Tyurina | 50 m vrije slag | 29,05  | 62     | niet geplaatst | niet geplaatst | niet geplaatst | niet geplaatst |